# Obus infirmus
Obus infirmus är en insektsart som beskrevs av Navás 1929. Obus infirmus ingår i släktet Obus och familjen myrlejonsländor. Inga underarter finns listade i Catalogue of Life.